# Старый Погорелец
Старый Погорелец — деревня в Тихвинском городском поселении Тихвинского района Ленинградской области.

## История
Деревня Старый Погорелец упоминается на «Специальной карте западной части России» Ф. Ф. Шуберта 1844 года.

СТАРЫЙ ПОГОРЕЛЕЦ — деревня Погорельского общества, прихода Боровенского погоста. Река Тихвинка.

Крестьянских дворов — 29. Строений — 40, в том числе жилых — 30.

Число жителей по семейным спискам 1879 г.: 61 м. п., 64 ж. п.; по приходским сведениям 1879 г.: 54 м. п., 73 ж. п.

В конце XIX — начале XX века деревня административно относилось к Костринской волости 3-го земского участка 1-го стана Тихвинского уезда Новгородской губернии.
В начале XX века близ деревни находилась сопка высотой до 3 аршин.

СТАРЫЙ ПОГОРЕЛЕЦ — деревня Погорельского общества, дворов — 26, жилых домов — 21, число жителей: 48 м. п., 49 ж. п. 

Занятия жителей — земледелие. Река Тихвинка. Часовня, хлебозапасный магазин. (1910 год)

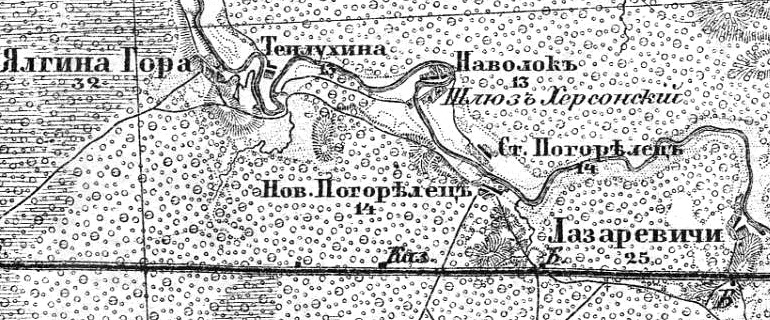
Деревня Старый Погорелец на карте 1913 года

Согласно карте Петроградской и Новгородской губерний 1913 года деревня Старый Погорелец насчитывала 14 крестьянских дворов.
С 1917 по 1918 год деревня Старый Погорелец входила в состав Костринской волости Тихвинского уезда Новгородской губернии.
С 1918 года в составе Ольховской волости Череповецкой губернии.
С 1924 года в составе Пригородной волости.
С 1927 года в составе Ялгинского сельсовета Тихвинского района.
В 1928 году население деревни Старый Погорелец составляло 168 человек.

Деревня Старый Погорелец на карте 1932 года

Согласно карте Ленинградской области Северо-западного аэрогеодезического треста ГГУ издания 1932 года деревня насчитывала 13 крестьянских дворов.
По данным 1933 года деревня Старый Погорелец входила в состав Ялгинского сельсовета Тихвинского района.
С 1954 года в составе Лазаревичского сельсовета.
В 1958 году население деревни Старый Погорелец составляло 41 человек.
По данным 1966, 1973 и 1990 годов года деревня Старый Погорелец также входила в состав Лазаревичского сельсовета.
В 1997 году в деревне Старый Погорелец Лазаревичской волости проживали 3 человека, в 2002 году — 8 (все русские).
В 2007 году в деревне Старый Погорелец Тихвинского ГП проживали 5 человек, в 2010 году — также 5.

## География
Деревня расположена в юго-западной части района к югу от автодороги А114 (Вологда — Новая Ладога) и к северу от автодороги 41А-009 (Лодейное Поле — Тихвин — Будогощь — Чудово).
Расстояние до административного центра поселения — 10 км.
Расстояние до ближайшей железнодорожной платформы Костринский на линии Волховстрой I — Тихвин — 1,5 км.
Деревня находится на левом берегу реки Тихвинка.

## Демография
| 1879 | 1910 | 1928 | 1958 | 1997 | 2002 | 2007 |
| ---- | ---- | ---- | ---- | ---- | ---- | ---- |
| 125  | ↘97  | ↗168 | ↘41  | ↘3   | ↗8   | ↘5   |
| 2010 | 2017 |      |      |      |      |      |
| →5   | ↘4   |      |      |      |      |      |

### Национальный состав
Согласно данным Всероссийской переписи населения 2002 года в деревне проживали 8 человек, все русские.
Согласно данным Всероссийской переписи населения 2021 года в деревне также проживали 8 человек, все русские.

## Улицы
Деревенская, Кольцевая.